# Sud Mennucci
Sud Mennucci este un oraș în São Paulo (SP), Brazilia.